# Plotheia frontalis
Plotheia frontalis är en fjärilsart som beskrevs av Walker 1857. Plotheia frontalis ingår i släktet Plotheia och familjen trågspinnare. Inga underarter finns listade i Catalogue of Life.